# Emgrand EC8
Geely Emgrand EC8 — автомобілі E-класу, що виробляються китайською компанією Geely з 2010 року. Автомобіль розроблений на основі концепт-кару Geely GC 2008 року.
В Україні продажі стартували з 2012 року. В даний момент збираються на заводі КрАСЗ методом великовузлового складання.

## Будова автомобіля

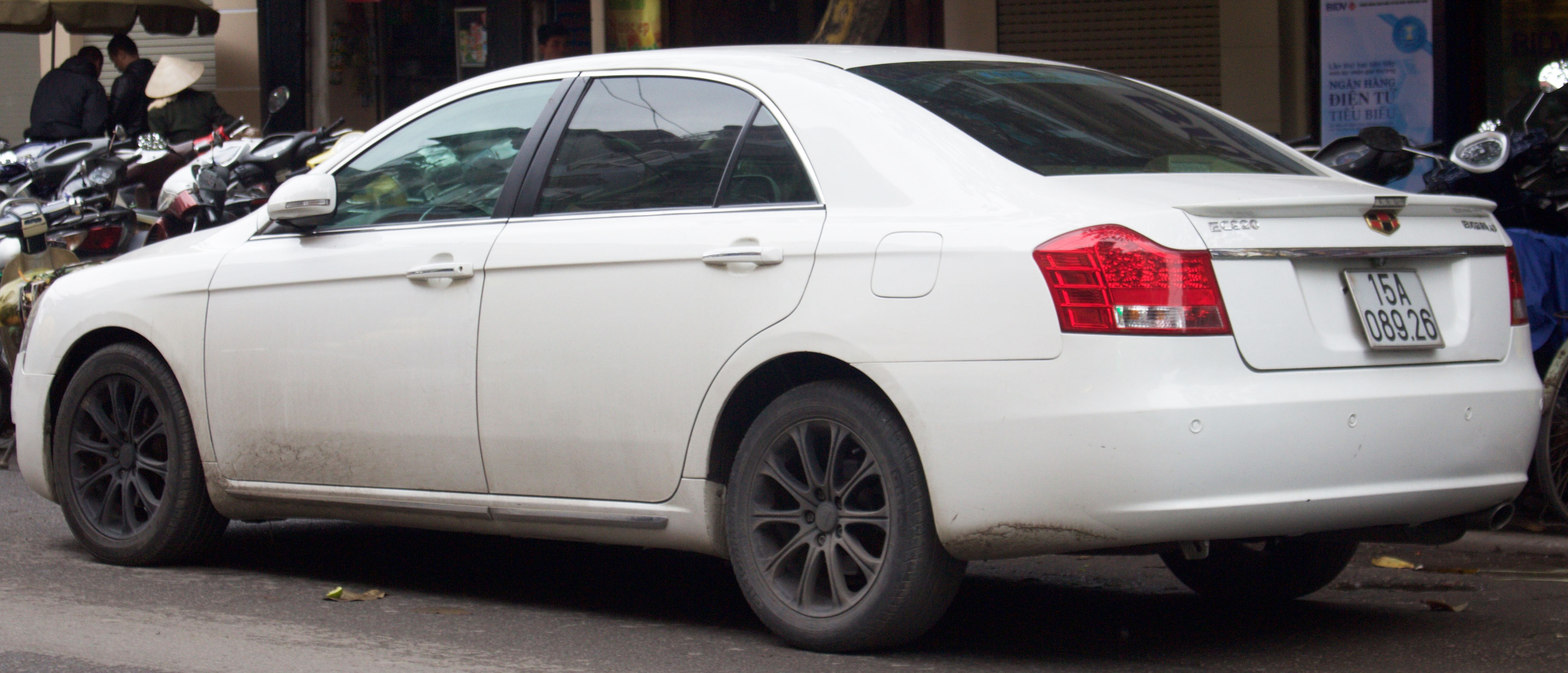
Geely Emgrand EC8

Кузов Geely Emgrand 8 - закритий, суцільнометалевий, що має, наданий в одному виконанні: 4-дв. седан. Бампера пластикові, пофарбовані в колір кузова.
Передня підвіска типу McPherson c телескопічними гідравлічними амортизаторами. Задня - незалежна багатоважільна.
Передні і задні гальма - дискові. Система ABS в базовій комплектації. Рульове управління рейкове з гідропідсилювачем. Має хороший зворотний зв'язок і інформативність.
Emgrand 8, як флагман модельного ряду, володіє повним набором засобів активної і пасивної безпеки, що дало можливість завоювати максимальні п'ять зірок рейтингу безпеки С-NCAP (С-ncap аналог європейського E-ncap, організація, яка проводить краш-тести нових автомобілів для дослідження їх безпеки, проте краш-тест проводиться за дещо іншими правилами)

### Двигуни
| Бензинові Р4 |          |         |                         |             |         |
| 2,0i         | 1971 см³ | 16/DOHC | 136 к.с. (100 кВт)/6000 | 180 Нм/4000 | 174-190 |
| 2,4i         | 2378 см³ | 16/DOHC | 156 к.с. (115 кВт)/6000 | 213 Нм/4000 | 182     |